# José Eduardo dos Santos
José Eduardo dos Santos (Luanda, 28 agosto 1942 – Barcellona, 8 luglio 2022) è stato un politico, ingegnere e generale angolano, presidente dell'Angola dal 1979 al 2017.
Entrato nel 1961 nel Movimento Popolare di Liberazione dell'Angola (MPLA), dopo gli studi universitari nell'URSS partecipò alla lotta di liberazione del suo paese. Nel 1975, divenuta l'Angola indipendente, ricoprì vari incarichi ministeriali sotto la storica Presidenza di Agostinho Neto. Ha mantenuto la presidenza del paese e la guida dell'MPLA dalla morte di Neto, il 21 settembre 1979, fino al suo ritiro il 26 settembre 2017.

## Biografia

### Inizi e formazione
Figlio di un muratore, crebbe nel quartiere povero di Sambizanga a Luanda, dove compì gli studi primari e secondari. Nel 1956 entrò giovanissimo nel Movimento Popolare di Liberazione dell'Angola (MPLA), l'organizzazione clandestina di stampo marxista che si batteva contro il governo coloniale portoghese; costretto all'esilio dalla repressione governativa, nel 1961 si trasferì a Léopoldville (oggi Kinshasa, in Repubblica Democratica del Congo), dove continuò a collaborare con l'MPLA diventandone presto il vicepresidente. Nel 1962 venne trasferito presso gli uffici di Brazzaville, nel Congo francese (oggi Repubblica del Congo) e nel 1963 fu mandato a completare la sua formazione nell'URSS laureandosi in ingegneria a Baku.

### I matrimoni
Durante il suo soggiorno in Azerbaigian si sposò ed ebbe una figlia, Isabel, in passato a capo della compagnia petrolifera nazionale Sonangol e considerata dalla rivista Forbes la donna più ricca dell'Angola e dell'intero continente africano, con un patrimonio stimato in circa 3,3 miliardi di dollari. Dopo il divorzio si è riunito in matrimonio con un'ex hostess con cui ha due figli e una figlia. Ha anche altri due figli da una precedente relazione.

### Inizi della carriera politica
Nel 1970 tornò in Angola dove ebbe un ruolo significativo nella lotta armata per l'indipendenza del paese assieme allo storico leader nazionalista Agostinho Neto. Militò per tre anni nella milizia guerrigliera dell'MPLA, le Forze Armate per la Liberazione dell'Angola (FAPLA), che in seguito diventerà l'esercito del paese. Divenne responsabile delle trasmissioni radio nella seconda regione politico-militare dell'MPLA nella provincia di Cabinda.

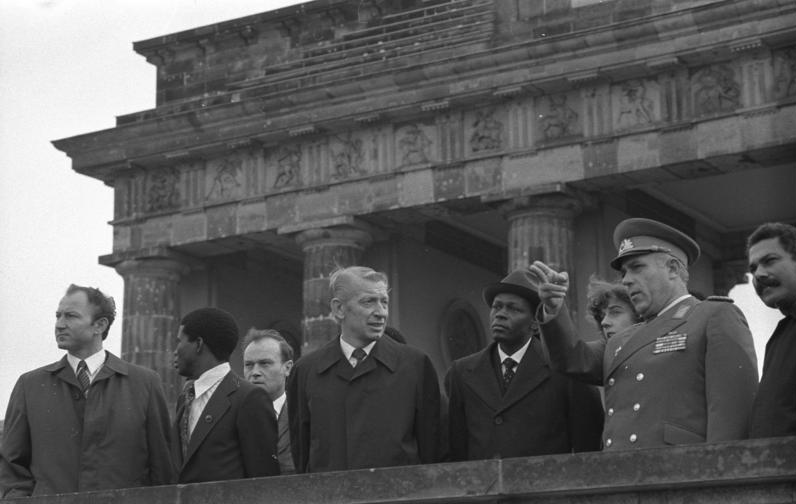
Dos Santos (quarto da destra) durante una visita di stato nella DDR nel 1981

Dopo la proclamazione della indipendenza dell'Angola (nel 1975) diventò Ministro degli Esteri nel governo di Neto, che era divenuto il primo Presidente della Repubblica. In questa veste svolse un ruolo chiave per il riconoscimento diplomatico del nuovo governo nel 1975-76. Nel 1977 venne rieletto nel Comitato Centrale dell'MPLA e un anno dopo rivestì il ruolo di Ministro della Pianificazione. Alla morte di Agostinho Neto il 10 settembre 1979, gli succedette ed entrò in carica come Presidente dell'Angola dieci giorni dopo.

### Governo e guerra civile
Una volta al potere, il problema principale per dos Santos consistette nella risoluzione del conflitto contro l'Unione Nazionale per l'Indipendenza Totale dell'Angola (UNITA) guidata dal Dr. Jonas Savimbi, principale rivale dell'MPLA. Il conflitto fu caratterizzato da un intenso coinvolgimento straniero: Unione Sovietica e Cuba supportarono il governo dell'MPLA mentre Stati Uniti e Sudafrica sostennero l'UNITA per limitare l'espansione dell'influenza sovietica in Africa. Nel 1975 il conflitto armato era sfociato in una guerra civile che avrebbe devastato il paese per 27 anni.
Pretoria lanciò un attacco aereo su larga scala il 26 settembre 1979, sei giorni dopo che dos Santos era diventato Presidente della Repubblica dell'Angola. La città di Lubango, situata a 350 km dal confine, è stata bombardata (sono state distrutte infrastrutture, ponti e gallerie ferroviarie, nonché la strada Serra da Leba). Con l'arrivo di Ronald Reagan al potere a Washington, il Sudafrica intensificò la sua offensiva in Angola. Nel dicembre 1980 fu lanciata l'operazione Smokeshell contro le province angolane meridionali di Cunene e Kuando-Kubango, con mezzi paragonabili a quelli dell'invasione del 1975.
A partire dalla metà degli anni Ottanta, Eduardo Dos Santos cercò soluzioni diplomatiche di pacificazione. Nel marzo 1984 si recò a Cuba e rilasciò un comunicato congiunto con Fidel Castro in cui chiedeva, in cambio della partenza delle truppe cubane dall'Angola, il ritiro delle forze militari sudafricane dall'Angola, l'indipendenza della Namibia (colonizzato dal Sudafrica)e la fine del sostegno politico e logistico all'UNITA. Tuttavia, questo comunicato ebbe l'effetto opposto e Ronald Reagan intensificò il suo sostegno all'UNITA. Nel 1986, gli Stati Uniti hanno persino consegnato ai ribelli missili terra-aria FIM-92 Stinger.
Il 31 maggio 1991, José Eduardo dos Santos ha firmato un accordo di pace con il suo avversario. Nelle prime elezioni libere e multipartitiche organizzate nel 1992 sotto la supervisione delle Nazioni Unite, dos Santos ha portato il suo campo alla vittoria nelle elezioni legislative contro il principale partito di opposizione, l'UNITA. Nelle elezioni presidenziali dello stesso anno, Eduardo dos Santos si è imposto su Jonas Savimbi, leader dell'UNITA, ma non ha ottenuto la maggioranza assoluta richiesta al primo turno (49,57% dei voti per dos Santos contro il 40,6% per Savimbi). Savimbi si rifiutò di riconoscere la sconfitta e riprese le armi, facendo precipitare l'Angola in una nuova guerra civile in cui morirono 30.000 persone. Nonostante la ripresa del conflitto, dos Santos accetta di permettere ai deputati dell'Unita di sedere in Parlamento senza essere disturbati.

Il 19 maggio 1993, le autorità statunitensi hanno deciso di sospendere il loro sostegno all'UNITA e di riconoscere ufficialmente José Eduardo dos Santos e il governo del MPLA come organi esecutivi ufficiali della Repubblica d'Angola. Nell'aprile 1997, l'Unita "legale" si è unita al Governo di Unità Nazionale (GURN), che ha governato il Paese fino alle elezioni del 2008. Uno degli ex leader dell'Unita, Geraldo Sachipengo Nunda, fu promosso Capo di Stato Maggiore del nuovo esercito nazionale e rimase in carica per dieci anni.

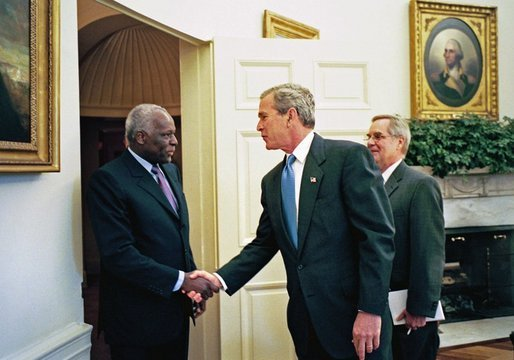
Dos Santos con Bush jr nel 2004

### Accordo di pace e anni recenti
Cessando la guerra fredda e crollando l'Unione Sovietica, Dos Santos aveva nel frattempo ribaltato completamente la propria politica. Se in politica interna rimodernò le istituzioni, depurandole dal passato marxismo-leninismo, in politica estera instaurò una solida alleanza con gli Stati Uniti. L'UNITA si trovò spiazzata da questo nuovo atteggiamento e si ridusse così a un gruppo paramilitare allo sbando.
Il Paese sta uscendo da decenni di guerra civile in condizioni di rovina economica: inflazione a tre cifre, svalutazione della moneta nazionale, debito elevato, dipendenza dalle importazioni di prodotti alimentari, opacità nella gestione dei proventi del petrolio.
Nel 1990, con la fine della Guerra Fredda, l'MPLA ha adottato la socialdemocrazia come ideologia ufficiale e ha perseguito una politica economica liberale sostenuta dal FMI, integrando al contempo nella alti funzionari dell'FNLA in seno alla propria dirigenza.
La caotica liberalizzazione dell'economia a partire dagli anni '90 ha portato a crescenti disuguaglianze. Nella capitale fioriscono grattacieli e progetti "bling-bling" destinati a soddisfare la nuova borghesia, a scapito del miglioramento della qualità della vita della popolazione. La nuova élite legata alla rendita petrolifera investe poco a livello locale e preferisce iniettare miliardi di dollari in operazioni speculative all'estero o nell'acquisizione di azioni di gruppi finanziari internazionali.
Nel 1999 il parlamento diede nuovi poteri a Dos Santos, conferendogli la carica di Segretario alla Difesa; nel 2001 dichiarò che si sarebbe ritirato in occasione delle elezioni successive a condizione che per allora il paese fosse pacificato. L'anno successivo le forze armate angolane ricevette la notizia della morte di Savimbi, e l'UNITA decise di porre fine alle ostilità firmando un trattato di pace che terminò formalmente la guerra civile angolana. Nel dicembre del 2003 venne eletto presidente del MPLA. Nelle elezioni del 31 agosto 2012 l'MPLA vinse di nuovo. Nonostante le accuse di corruzione e repressione della libertà d'espressione che hanno segnato la sua lunga amministrazione, José Eduardo Dos Santos in quanto presidente del partito venne eletto per un nuovo mandato di 5 anni, secondo il dettato della nuova costituzione del 2010 che non previde più l'elezione diretta del presidente.

### Ritiro, successione e morte
Il 3 febbraio 2017 annuncia che non si ricandiderà per il posto da presidente nelle elezioni previste per l'agosto dello stesso anno. Lascia così il potere dopo 38 anni.
Dopo 38 anni il Paese dell'Africa occidentale ha un nuovo presidente: João Lourenço, generale dell'ex presidente, ministro della Difesa e vice presidente del partito di cui fa parte l'ex capo di Stato, partito di cui Dos Santos continuava a mantenere l'influente carica di Presidente fino all'8 settembre 2018. Muore a Barcellona, in una clinica ospedaliera, l’8 luglio 2022, in seguito all’aggravarsi dei suoi pre-esistenti problemi di salute.